# 明德盧嘉年華會
明德盧嘉年華會於維德角明德盧舉辦，為佛得角最大的狂歡節慶祝活動。佛得角狂歡節起源於葡萄牙的懺悔星期二（Entrudo）節日，該節日於18世紀初傳入維德角群島（和巴西）。現代明德盧狂歡節的歷史可以追溯到1916年；隨著1920年第一個已知的狂歡節團體的成立，這些慶祝活動逐漸發展成為一種更有組織性的活動。